# تشارلز كمبر
تشارلز كمبر (بالإنجليزية: Charles Kemper؛ بالهولندية: Charles Kemper) هو رسام وممثل هولندي وأمريكي، ولد في 6 سبتمبر 1900 في أوكلاهوما في الولايات المتحدة، وتوفي في 12 مايو 1950 في بربانك في الولايات المتحدة بسبب حادث مرور.

## أعمال

### أفلام
- (1945) شارع سكارليت
- (1946) الأخت كيني
- (1950) دخيل في الغبار

## وصلات خارجية
- تشارلز كمبر على موقع IMDb (الإنجليزية)
- تشارلز كمبر على موقع ألو سيني (الفرنسية)
- تشارلز كمبر على موقع أول موفي (الإنجليزية)
- تشارلز كمبر على موقع قاعدة بيانات برودواي على الإنترنت (الإنجليزية)
- تشارلز كمبر على موقع قاعدة بيانات الأفلام السويدية (السويدية)
- تشارلز كمبر على موقع قاعدة بيانات الفيلم (الإنجليزية)
- تشارلز كمبر على موقع كينوبويسك (الروسية)